# Herina luzonica
Herina luzonica är en tvåvingeart som först beskrevs av Frey 1959.  Herina luzonica ingår i släktet Herina och familjen fläckflugor. Inga underarter finns listade i Catalogue of Life.